# Torneo Preolímpico Mundial Masculino de Rugby 7 2024
El Torneo Preolímpico Mundial Masculino de Rugby 7 2024 fue un torneo de rugby 7 que clasificó a un equipo al torneo masculino de rugby 7 en los Juegos Olímpicos de París 2024.
El torneo se disputó en el Estadio Luis II de Mónaco entre el 21 y 23 de junio de 2024.

## Equipos
| Competición  | Sede                    | Plazas | Equipos clasificados     |
| ------------ | ----------------------- | ------ | ------------------------ |
| Sudamericano | Montevideo · ( Uruguay) | 2      | Brasil Chile             |
| Norteamérica | Langford · ( Canadá)    | 2      | Canadá México            |
| Europa       | Cracovia · ( Polonia)   | 2      | España Reino Unido       |
| Oceania      | Brisbane ( Australia)   | 2      | Papúa Nueva Guinea Tonga |
| África       | Harare ( Zimbabue)      | 2      | Sudáfrica Uganda         |
| Asia         | Osaka ( Japón)          | 1      | China Hong Kong          |
| TOTAL        |                         | 12     | 12                       |

- Papúa Nueva Guinea se retiró antes del torneo debido a que no obtuvo la documentación de viaje necesaria para cumplir con la fecha límite de llegada previa al torneo.

## Fase de grupos
|  | Avanzan a cuartos de final. |

### Grupo A
| Pos | Países    | Partidos | Partidos | Partidos | Tantos | Tantos | Tantos | Pts |
| Pos | Países    | G        | E        | P        | PF     | PC     | DP     | Pts |
| --- | --------- | -------- | -------- | -------- | ------ | ------ | ------ | --- |
| 1   | Sudáfrica | 3        | 0        | 0        | 101    | 14     | +87    | 9   |
| 2   | Chile     | 2        | 0        | 1        | 56     | 41     | +15    | 7   |
| 3   | Tonga     | 1        | 0        | 2        | 38     | 50     | -12    | 5   |
| 4   | México    | 0        | 0        | 3        | 15     | 105    | -90    | 3   |

### Grupo B
| Pos | Países       | Partidos | Partidos | Partidos | Tantos | Tantos | Tantos | Pts |
| Pos | Países       | G        | E        | P        | PF     | PC     | DP     | Pts |
| --- | ------------ | -------- | -------- | -------- | ------ | ------ | ------ | --- |
| 1   | Gran Bretaña | 3        | 0        | 0        | 81     | 46     | +35    | 9   |
| 2   | Canadá       | 2        | 0        | 1        | 76     | 43     | +33    | 7   |
| 3   | Uganda       | 1        | 0        | 2        | 50     | 75     | -25    | 5   |
| 4   | China        | 0        | 0        | 3        | 48     | 101    | -53    | 3   |

### Grupo C
| Pos | Países    | Partidos | Partidos | Partidos | Tantos | Tantos | Tantos | Pts |
| Pos | Países    | G        | E        | P        | PF     | PC     | DP     | Pts |
| --- | --------- | -------- | -------- | -------- | ------ | ------ | ------ | --- |
| 1   | España    | 2        | 0        | 0        | 73     | 14     | +59    | 6   |
| 2   | Hong Kong | 1        | 0        | 1        | 50     | 35     | +15    | 4   |
| 3   | Brasil    | 0        | 0        | 2        | 0      | 74     | -74    | 2   |

### Fase Final

#### Cuartos de final
| 23 de junio | Sudáfrica | 26 - 0 | Uganda |  |  |

| 23 de junio | Canadá | 24 - 19 | Chile |  |  |

| 23 de junio | Gran Bretaña | 33 - 0 | Tonga |  |  |

| 23 de junio | España | 26 - 5 | Hong Kong |  |  |

#### Semifinal
| 23 de junio | Sudáfrica | 28 - 0 | Canadá |  |  |

| 23 de junio | Gran Bretaña | 17 - 12 | España |  |  |

#### Tercer puesto
| 23 de junio | Canadá | 14 - 31 | España |  |  |

#### Final
| 23 de junio | Sudáfrica | 14 - 5 | Gran Bretaña |  |  |

| Bandera de Sudáfrica     |
| Campeón Sudáfrica        |
| Clasificado a París 2024 |